# Кожевников, Михаил Васильевич
Михаил Васильевич Кожевников (ноябрь 1885—1961) — советский юрист, специалист по истории судебного управления в СССР; выпускник Иркутского государственного университета (1923), доктор юридических наук (1942), профессор юридического факультета МГУ (1946); заведующий кафедрой уголовного процесса (1942—1954); декан юридического факультета (1949—1953). Являлся членом Верховного суда РСФСР.

## Биография
Михаил Кожевников родился в ноябре 1885 года; он являлся участником Гражданской войны в России — был кандидатом в члены Иркутского губернского комитета РКП(б) и членом президиума Нижне-Волжской (затем — Сталинградской) краевой контрольной комиссии ВКП(б). Уже в советское время, в 1923 году, он стал выпускникам Иркутского государственного университета. В 1930 году начал преподавать в Саратовском государственном университете на позиции доцента. Состоял членом Верховного суда РСФСР в период с 1934 по 1936 год. Накануне Второй мировой войны, в 1939 году, он защитил кандидатскую диссертацию, став кандидатом юридических наук. Во время Великой Отечественной войны, в 1942 году, Кожевников успешно защитил диссертацию на тему «История советской прокуратуры» — стал доктором юридических наук.
После войны, в 1946 году, Михаил Кожевников стал профессором Московского государственного университета имени М. В. Ломоносова: он занял позицию на кафедре уголовного процесса, которой заведовал с 1942 года — занимал данную должность вплоть до 1954. В период с 1949 по 1953 год он также являлся деканом всего юридического факультета МГУ. Читал студентам МГУ курсы «Организация суда и прокуратуры в СССР», «История советского суда», «История советской прокуратуры» и «История юридического факультета МГУ». Скончался в 1961 году.

## Работы
Михаил Кожевников специализировался на истории советского судебного управления:
- «Рассмотрение уголовных дел. Судебное заседание и приговор» (2-изд., 1944)
- «История советского суда» (1948)
- «История советской прокуратуры» (1949—1950)
- «Пути развития советской прокуратуры» (1950)